# Anolis roquet
Anolis roquet o anole de Martinica  es una especie de escamosos de la familia Dactyloidae.

## Distribución geográfica
Es endémica de la isla de Martinica, de la roca del Diamante y otros islotes adyacentes (Francia).